# Steinernes Haus (Bad Sooden-Allendorf)
Das Gebäude Steinernes Haus ist ein Kulturdenkmal im hessischen Bad Sooden-Allendorf. Das 1381 fertiggestellte Gebäude ist eines der wenigen nur aus Stein erbauten Häuser in der Altstadt von Allendorf und „für die Stadtgeschichte Allendorfs besonders wichtig“. Es ist eines der wenigen Gebäude der Stadt, die den Überfall der Kroaten im Dreißigjährigen Krieg (27. April 1637) und den dabei entstandenen Stadtbrand überstanden (siehe: Bad Sooden-Allendorf#Geschichte). 

## Geschichte
Das Haus diente zunächst als Burgsitz der Herren von Bischoffshausen. Bis um 1500 wurde es als Rathaus verwendet, da das heutige Rathaus am Markt noch nicht existierte. Der noch heute erhaltene 2. Stock aus Fachwerk wurde erst im 19. Jahrhundert ergänzt. Im Jahr 1981 wurde das Haus umfangreich saniert. Heute beherbergt das Gebäude unter anderem das Bauamt der Stadt.

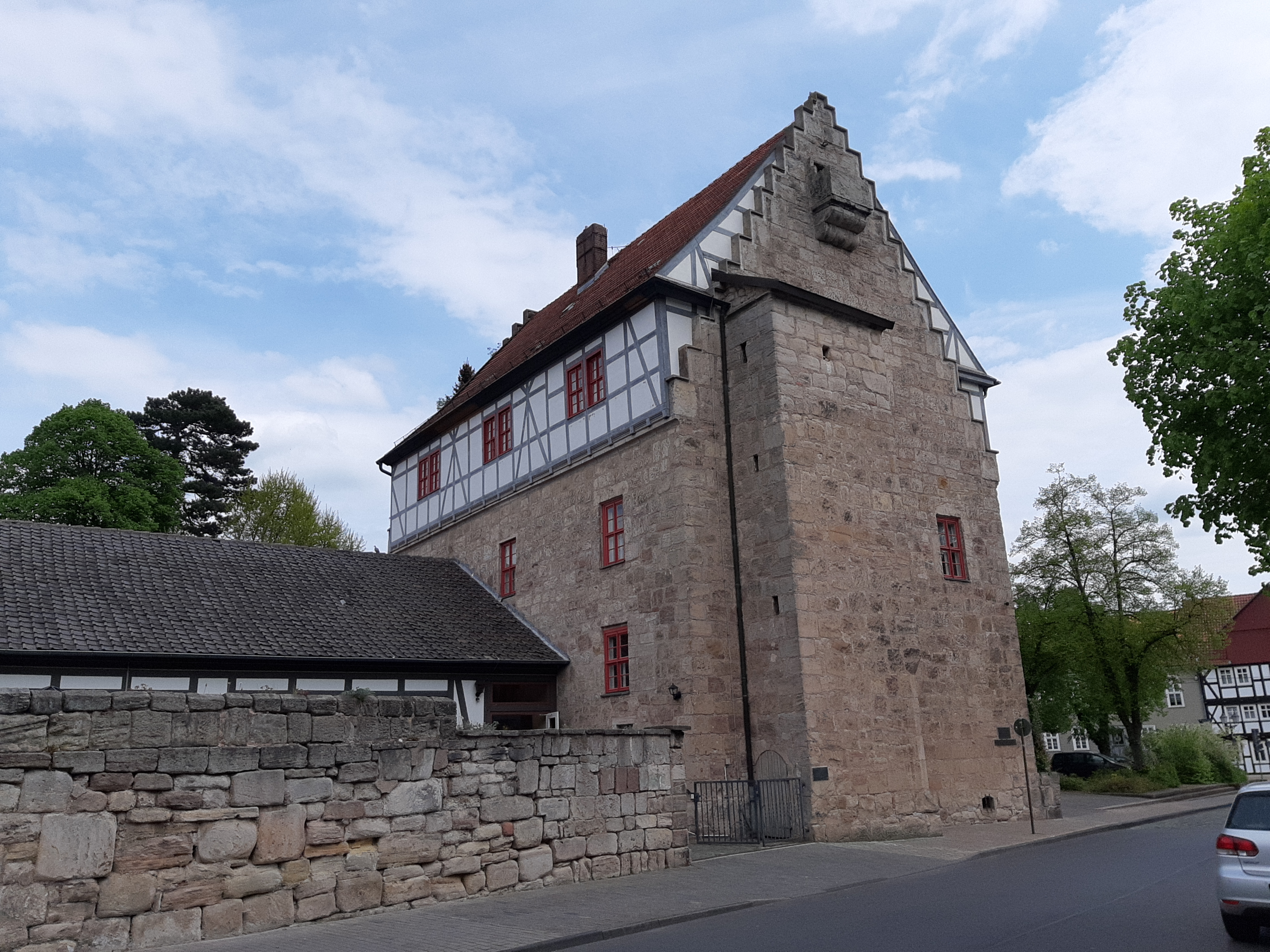
Rückwärtige Ansicht
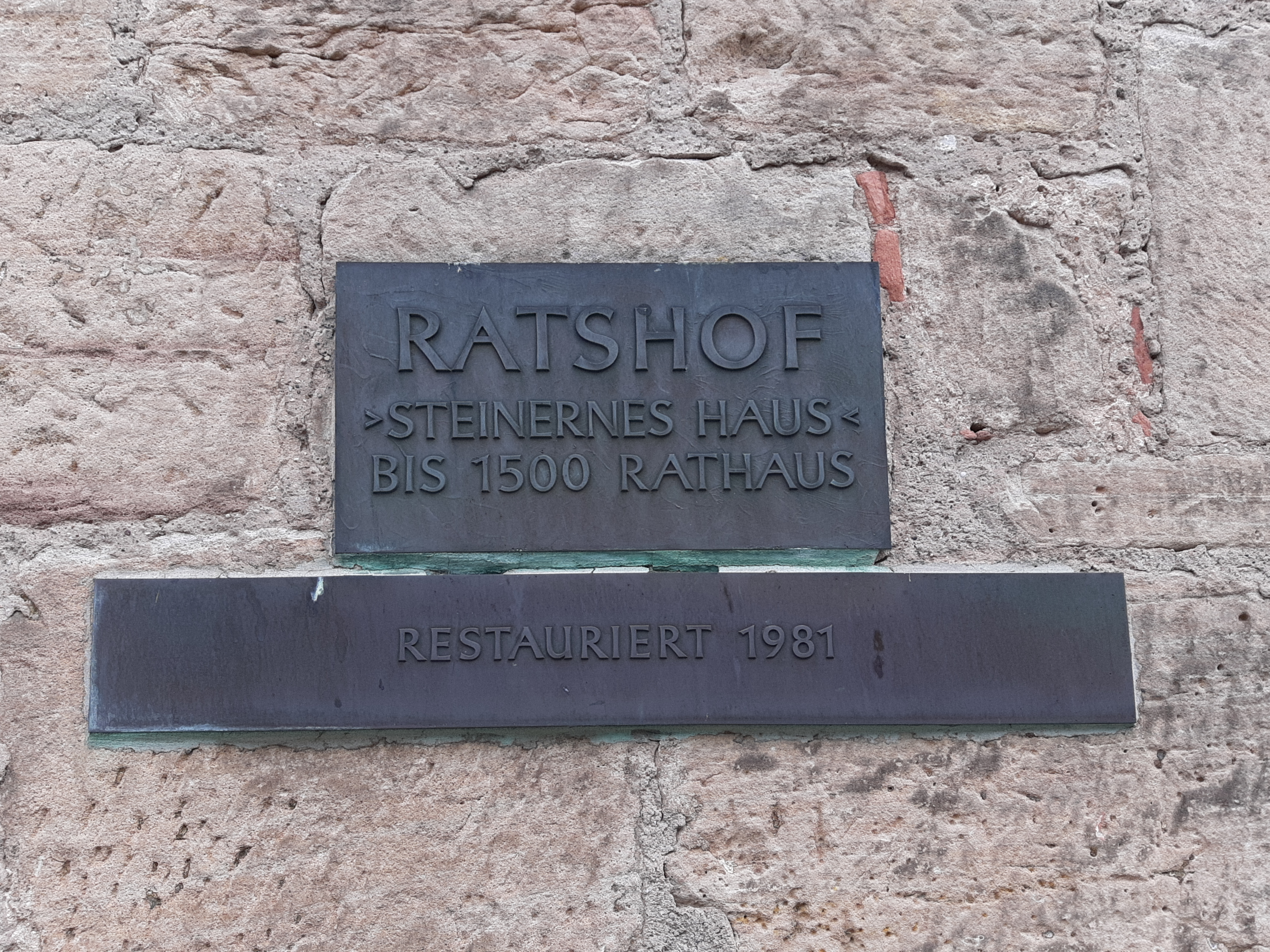
Gedenktafel an der Gebäudewand